# Økocid
Økocid er en græsk/latinsk betegnelse for et stof, der kan medføre ødelæggelse af et miljø med gift eller forurening.

## Eksempler på økocider
- Bly (forårsager kroniske skader på centralnervesystemet)
- CFC (forårsager huller i ozonlaget)
- Metylisocynat (udslip i Bhopal)